# Arnholte

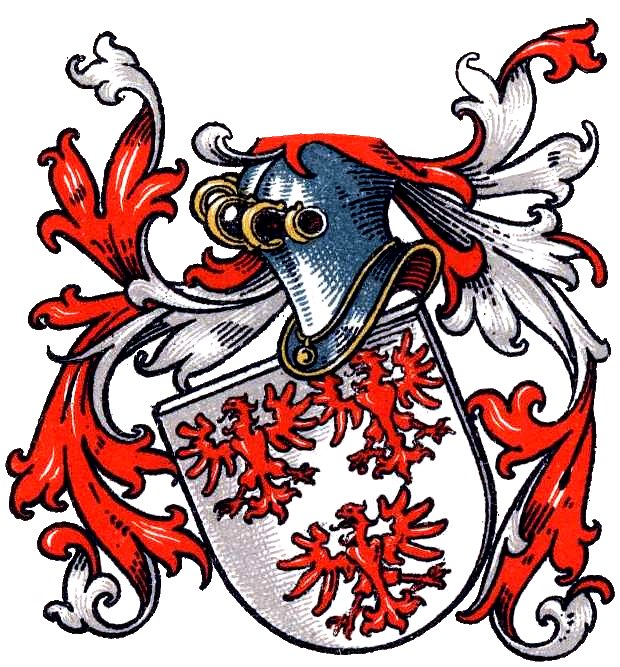
Stammwappen derer von Arnholte

Die Herren von Arnholte waren ein westfälisches Adelsgeschlecht.

## Geschichte
Stammsitz des Geschlechts war das inzwischen vollständig abgegangene Haus Arnholt in Arnholte/Arnholteshagen, nordwestlich von Exter, einem Ortsteil von Vlotho im Kreis Herford. An das Haus erinnern heute noch der Familienname „Arnhölter“, die Flurbezeichnung „Arnholz“ und der Straßenname „Im Arnholz“. Haus Arnholt gehörte zum Stift Herford, das die Herren von Arnholte mit vielen Höfen zwischen Herford und Exter belehnte, belegt durch entsprechende Einträge in Lehnsverzeichnissen des Stifts aus Mitte des 14. Jahrhunderts. 
Erstmals urkundlich belegt ist das Geschlecht mit Johann von Arnholte im Jahr 1232. Er war Ministeriale des Stifts und erhielt in jenem Jahr vom Kölner Erzbischof Heinrich I. von Köln die Untervogteien des Edelherrn Wilhelm von Blankena übertragen. Um 1300 erhielten die Herren von Arnholte vom Bistum Minden Höfe in Offelten und Arnholt, um 1330 dann zwei Höfe in Kipshagen zum Lehen. Darüber hinaus finden sich Ritter und Knappen von Arnholte als Zeugen in Urkunden des Stifts und der Stadt Herford aus dem 13. und 14. Jahrhundert. Ein Lübbert von Arnholte erscheint 1338. Eine Goste von Arnholte war 1392 und 1447 Priorin des Stifts Quernheim, darüber hinaus zwei weitere Familienmitglieder Konventualinnen. Mit einem 1461 zuletzt erwähnten Lübbert von Arnholte starb die Familie im 15. Jahrhundert im Mannesstamm aus.

## Wappen
In Silber drei rote Adler (2:1). Die Helmdecken in rot-silber.
Spießen ergänzte in einem Nachtrag folgende Helmzier: Zwei silberne Büffelhörner.